# Agaricia

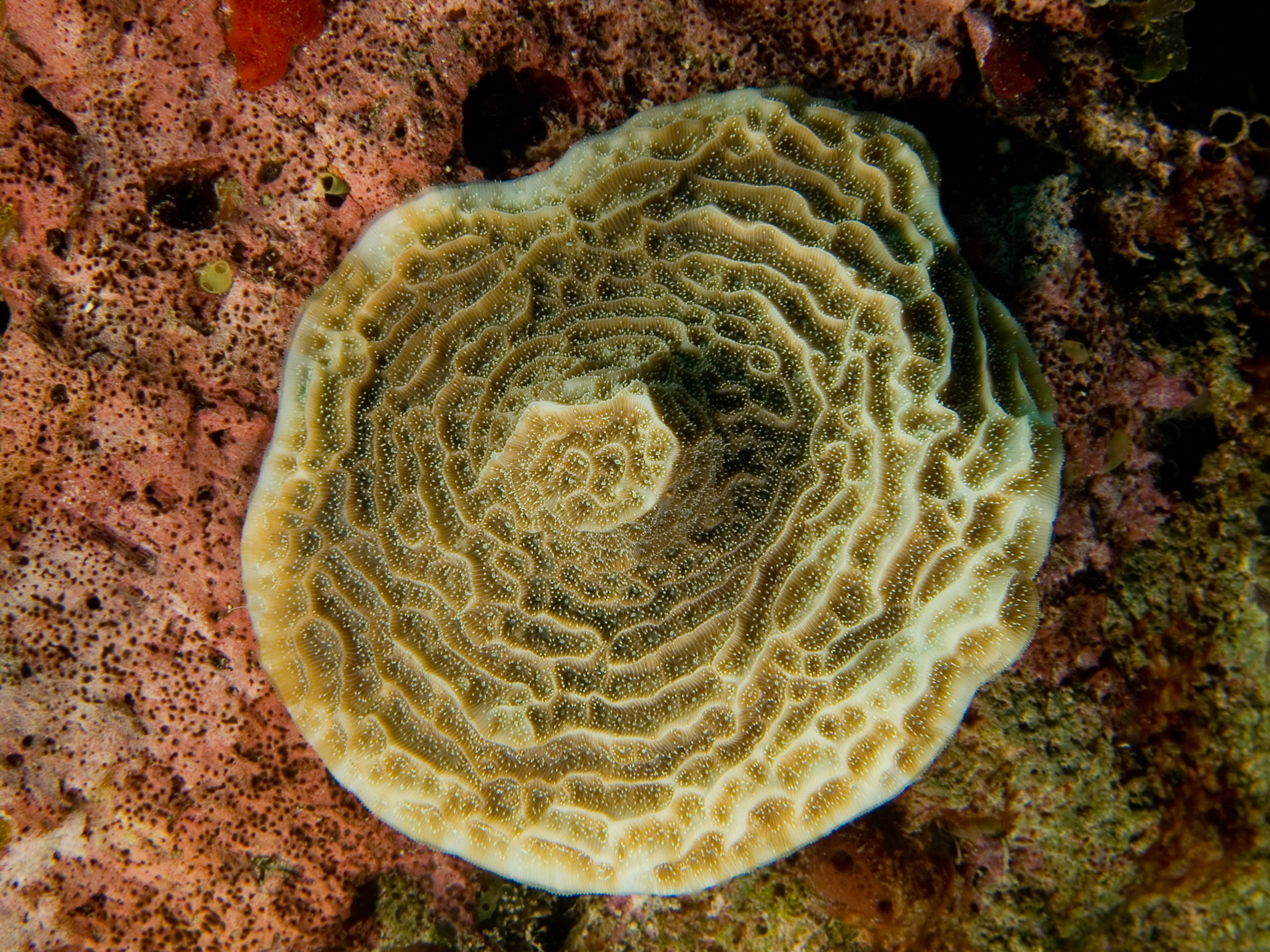
Agaricia fragilis

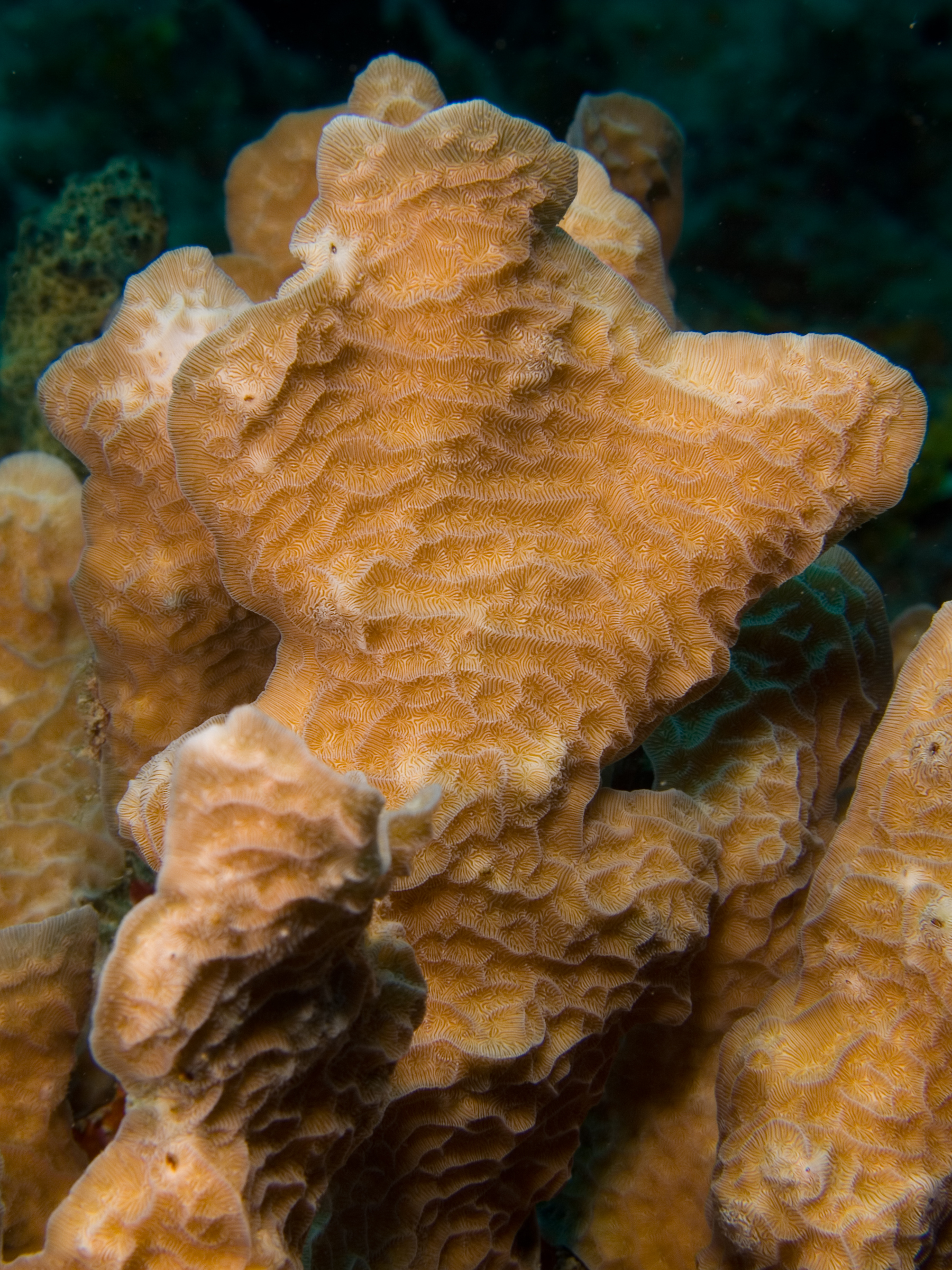
Agaricia agaricites

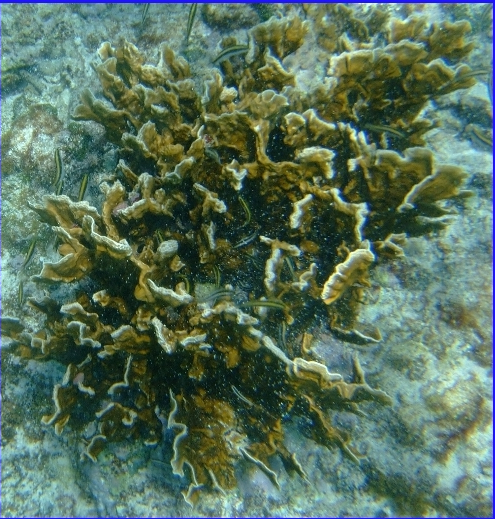
Agaricia tenuifolia

Agaricia es un género de corales de la familia Agariciidae, y pertenecen al grupo de los corales duros, orden Scleractinia.
Su esqueleto es macizo y está compuesto de carbonato cálcico. Tras la muerte del coral, su esqueleto contribuye a la generación de nuevos arrecifes en la naturaleza, debido a que la acción del CO2 convierte muy lentamente su esqueleto en bicarbonato cálcico, sustancia esta asimilable directamente por las colonias coralinas. 

## Especies
El Registro Mundial de Especies Marinas acepta las siguientes especies:
- Agaricia agaricites. (Linnaeus, 1758)
- Agaricia fragilis. Dana, 1846
- Agaricia grahamae. Wells, 1973
- Agaricia humilis. Verrill, 1901
- Agaricia lamarcki. Milne Edwards & Haime, 1851
- Agaricia tenuifolia. Dana, 1846
- Agaricia undata. (Ellis & Solander, 1786)

## Morfología
Colonias normalmente semi masivas y meandroides, en forma de platos o de láminas, formando estructuras modeladas por las condiciones ambientales de luz y corrientes.  A mayor profundidad de su ubicación, desarrollan formas más discoidales, con el objeto de captar más luz para sus algas simbiontes. Las colonias son unifaciales, que sólo tienen coralitos por un lado de las mismas.
Se distinguen de otros corales similares por no tener muros entre los coralitos de la colonia, y por tener septocosta definidos que conectan los coralitos. La reproducción de los coralitos es intratentacular, y el tamaño de los mismos oscila entre 2 y 5 mm de diámetro. La columela está ampliamente desarrollada. Los septa son visibles, están muy juntos y dispuestos en ciclos.
De color marrón, amarillento, púrpura, verde, gris o rosa.  

## Hábitat y distribución
Su distribución geográfica comprende las aguas tropicales del océano Atlántico occidental, desde Florida, Golfo de México, el Caribe, y la costa de Brasil. 
Es abundante, siendo en algunas zonas el coral predominante. Habita todas las partes del arrecife: laderas, canales, mesetas, lagunas, lechos de algas, hasta los 75 m de profundidad. 

## Alimentación
Los pólipos contienen algas simbióticas; mutualistas, ambos organismos se benefician de la relación, llamadas zooxantelas. Las algas realizan la fotosíntesis produciendo oxígeno y azúcares, que son aprovechados por los pólipos, y se alimentan de los catabolitos del coral, especialmente fósforo y nitrógeno. Esto les proporciona del 70 al 95% de sus necesidades alimenticias. El resto lo obtienen atrapando plancton y materia orgánica disuelta en la columna de agua.

## Reproducción
Las colonias producen esperma y huevos que se fertilizan en el agua. Las larvas deambulan por la columna de agua hasta que se posan y fijan en el lecho marino, una vez allí se convierten en pólipos y comienzan a secretar carbonato cálcico para construir su esqueleto, o coralito. Posteriormente, se reproducen asexualmente por gemación, dando origen a otros ejemplares, y conformando así la colonia.

## Mantenimiento
La iluminación dependerá de la profundidad a la que se haya recolectado el ejemplar, debiendo proceder a incrementarla progresivamente, en el caso de desconocer el dato. La corriente de moderada a fuerte. 
Algunos estudios consideran importante mantener niveles adecuados de estroncio, 10 ppm, y yodo en nuestro acuario, además del resto de parámetros obligados del acuario marino: salinidad, nitratos, fosfatos, calcio, magnesio y oligoelementos.